# Апенински планини
Апенини пренасочва насам.  За полуострова вижте Апенински полуостров.
Апенинските планини (на италиански: Appennini; на гръцки: Απεννινος; на латински: Appenninus), съкращавано като Апенини, са планинска верига в Италия. Простират се по дължината на Апенинския полуостров от северната до източната част на Италия по нейното източно крайбрежие, като формират „гръбнака“ на страната.

## Име
Името идва от латинския корен „penne“, което означава „перо“. Първоначално с името се е означавала северната част от веригата от Приморските Алпи (югозападната част на Алпите) до Анкона. Първият автор, който прилага това име за целия масив, е вероятно Полибий, който не правел разлика между Апенините и Приморските Алпи. И други класически автори не различават отделните дялове на планината, а използват името за целия хребет.

## Физикогеографско и геоложко описание
Апенините започват от прохода Кадибона в Лигурия, който ги свързва с Алпите. На юг се простират на около 1400 км и завършват при „върха на ботуша“ на полуостров Калабрия. Имат изявена надлъжна структура – състоят се главно от хребети, подредени успоредно и един след друг. Затова ширината им е далеч по-малка – между 80 и 140 км. Създадени са благодарение на сблъсъка на африканския с европейския континент. Образуват слабо издута на изток дъга, защото на североизток е бил тектонският натиск. Като част от Алпо-Хималайската планинска верига, те са се формирали чрез издигане (орогенеза) на стари мезозойски скали през последните 20 млн. години. Преобладават седименстни наслаги (варовици, мергели, глинести лиски), под които на места се разкриват кристализирали шисти.
Макар и млада планина, Апенините не притежават онзи алпийски вид, характерен за Алпите, Пиренеите, Рила и Пирин. В много райони се виждат следи от денудация – тоест разрушаване и заравняне на възвишенията. Преобладават хълмистите зони, освен в няколко по-високи масива, особено в Гран Сасо д'Италия, където се издига първенецът Корно Гранде (2912 м). Там скалисти върхове са заобиколени от циркуси, къси U-образни долини с ледников произход, както и различни видове морени. Добре изразен е и потамогенния релеф, защото глинетстите почви лесно се подават на ерозия. Реките предизвикват свлачища, формират дълбоки речни легла, а в ниските части натрупват инертния материал във вид на неголеми низини.

### Климат и води
Климатът на Апенините се отнася към планинската разновидност на средиземноморския тип (със сухо лято и дъждовна зима). По източните склонове на планината и във вътрешнопланинските котловини климатът е по-континентален, отколкото по западните. Средните температури в подножията на север през януари са около 0°С, а на юг – до 11°С. С най-сурови зимни условия се отличават Централните Апенини във връзка с голямата надморска височина, обширността на планината в тази ѝ част и голямото количество затворени котловини. Силно въздействие върху климата оказват и атлантическите циклони, донасящи обилни дъждове и предизвикващи чести наводнения. Често през зимата се наблюдава проникване на студен въздух от север, съпровождащ се с рязко падене на температурите и снеговалежи. Лятото в ниските части е горещо. Средните юлски температури са от 24 до 28°С. Повече валежи падат по западните склонове на планината (в Лигурийските Апенини над 3000 mm годишно), а в затворените котловини количеството им пада до 600 – 800 mm годишно. Във високия пояс (над 2000 m) снежната покривка се задържа 180 – 190 дни годишно. От Апенините водят началото си реките Тибър, Арно, Сел, Волтурно и други, които са пълноводни през зимата и есента. През лятото те силно намаляват или пресъхват. В планината са разположени малки карстови и вулканични езера и множество карстови извори.

### Типове ландшафти
Характерна особеност за Апенините е височинната поясност на ландшафтите. По ниските склонове и в предпланинските части преобладават културните ландшафти с маслинови насаждения, земеделски земи, лозя и овощни градини. На места до 500 – 600 m на север и 700 – 800 m на юг те се съчетават с малки горички от каменен и корков дъб, алепски бор, пиния и вечнозелени храсти (маквиси), развити върху кестеняви почви, а по-сухите участъци са покрити с гарига (сухолюбива трева). На височина от 500 – 800 до 1000 – 1400 m, в пояса с по-голямо овлажняване, растат дъб и кестен с примеси от клен, бряст, ясен и др., развити върху кафяви и карбонатни планински горски почви. Започвайки от 800 – 900 m на север и 1000 – 1200 m ва юг преобладават буковите, а нагоре – иглолистните гори върху подзолисти почви (европейска ела, черен и брониран бор). Планинските гори в Апенините обичайно се прастират почти до самите била и само малки участъци над 2000 – 2500 m са заети от слабо развита субалпийска и алпийска растителност. Животинският свят е беден. Бозайниците се представени от вълк, сърна, кошута, куница, невестулка, белка, заек, пор. Многобройни са видовете влечуги и птици.

### Върхове
Осемнадесет върха се издигат над 2000 м и само два – над 2500. Ето и десетте най-високи:
| Връх            | Височина |
| --------------- | -------- |
| Корно Гранде    | 2912 м   |
| Монте Амаро     | 2793 м   |
| Монте Велино    | 2486 м   |
| Монте Веторе    | 2476 м   |
| Пицо ди Сево    | 2419 м   |
| Сера Долчедорме | 2267 м   |
| Монте Мета      | 2241 м   |
| Монте Терминило | 2217 м   |
| Монте Сибила    | 2173 м   |
| Монте Чимоне    | 2165 м   |

## Дялове
От тектонска гледна точка Апенинските планини се разделят на две части – Северна и Централно-южна, като границата минава по линията Анкона – Анцио. В същото време те са сбор от тектонски единици прикрепени една към друга. От географска гледна точка обаче учените ги делят на три дяла.

### Северни Апенини (Appennino settentrionale)
Северните Апенини започват от седловината Кадибона (436 м, над град Савона в Лигурия), където се свързват с Алпите. На юг свършват при прохода Сериола (730 м), който свързва долините на Тибър и Метауро. Тук планината е още ниска със заоблени форми и хълмове, покрита с гори и ливади. Тя става по-висока по границите на провинция Тоскана, появяват се и първите скалисти върхове. Успоредно на главното било се оформят къси хребети (например Апуанските Алпи), а то на много места се спуска в поредица от нови седловини. Най-високият връх е Монте Чимоне (2165 м). Този дял се състои два масива – Лигурски и Тоскано-Емилиански Апенини.

### Централни Апенини (Appennino centrale)
Централните Апенини се простират от прохода Сериола на север до прохода Венкиатуро (между долините на Волтурно и Сангро) на юг. Има и други мнения за южната граница. Те също се делят на два основни масива – Умбро-Маркски и Абруцки Апенини. В северната част, между провинциите Умбрия и Марке, широко разпространени са варовиковите скали и свързаните с тях карстови форми. Най-високият връх на този масив Монте Веторе (2476 м) също е от варовик. Динамичният релеф се развива в по-внушителни форми в Абруцийските Апенини и достига кулминацията си при връх Корно Гранде. В тази най-висока част на планината се разграничават вътрешни масиви като Гран Сасо д'Италия и Маджела (с връх Амаро – 2793 м). Три успоредни на главната верига хребета се простират на югозапад (Сабини, Симбруини и Семпревиза), а между тях остават затворени долини с благоприятни условия за градове.

### Южни Апенини (Appennino meridionale)
От Венкиатуро чак до Месинския проток преди остров Сицилия, Южните Апенини са най-дългата част от планината. В действителност се състоят от изолирани един от друг масиви, разделени в три групи: Неаполитански (Кампански), Лукански и Калабрийски Апенини. Между тези масиви по-известни са Матезе (северно от Неапол) с връх Монте Милето (2050 м), Полино (в началото на полуостров Калабрия) с връх Сера Долчедорме (най-висок в тази част – 2267 м) и Ла Сила с връх Боте Донато (1929 м). Тук планината отново губи скалистия си характер, заместен с плавни форми. В най-южните части преобладават платовидни възвишения. Според някои мнения Апенините продължават и в Сицилия в т. нар. Сикулски Апенини (Appennino siculo). На изток от главните вериги на Апенините се съпровождат от широка полоса от хълмисти предпланински масиви, зад които пок рай бреговете на Адриатическо море се издигат варовиковите плата Гаргано (на п-ов Гаргано) и Ле Мурдже и п-ов Салентина.